# Solpugema whartoni
Solpugema whartoni är en spindeldjursart som beskrevs av Roewer 1933. Solpugema whartoni ingår i släktet Solpugema och familjen Solpugidae. Inga underarter finns listade i Catalogue of Life.